# Перцихтовые
Перцихтовые  (лат. Percichthyidae) — семейство лучепёрых рыб из отряда окунеобразных (Perciformes). Насчитывает 24 вида, объединяемых в 9 родов. Распространены в пресных водах Австралии, Чили, Аргентины , реже в солоноватой воде.
Телосложение типичное для окунеобразных. Длинный спинной плавник с 7—12 колючими (1—3 у Gadopsis bispinosus) и 8—38 мягкими лучами. Колючая и мягкая части плавника могут быть разделены выемкой или нет. В анальном плавнике 3 колючих и 7—13 мягких лучей (16—20 у Gadopsis). Чешуя ктеноидная или вторично циклоидная.
Длина тела от 6 см до 1,8 м. Некоторые виды находятся под угрозой вымирания.

## Классификация
- Род Bostockia[2]
  - Bostockia porosa
- Род Gadopsis
  - Gadopsis bispinosus
  - Мраморный гадопс (Gadopsis marmoratus)
- Род Guyu
  - Guyu wujalwujalensis
- Род Маккулочеллы (Maccullochella)
  - Maccullochella ikei

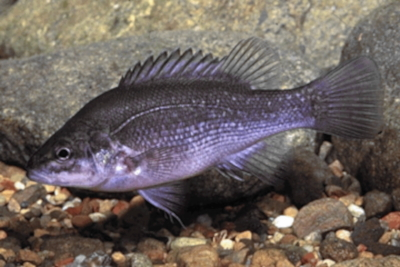
Guyu wujalwujalensis

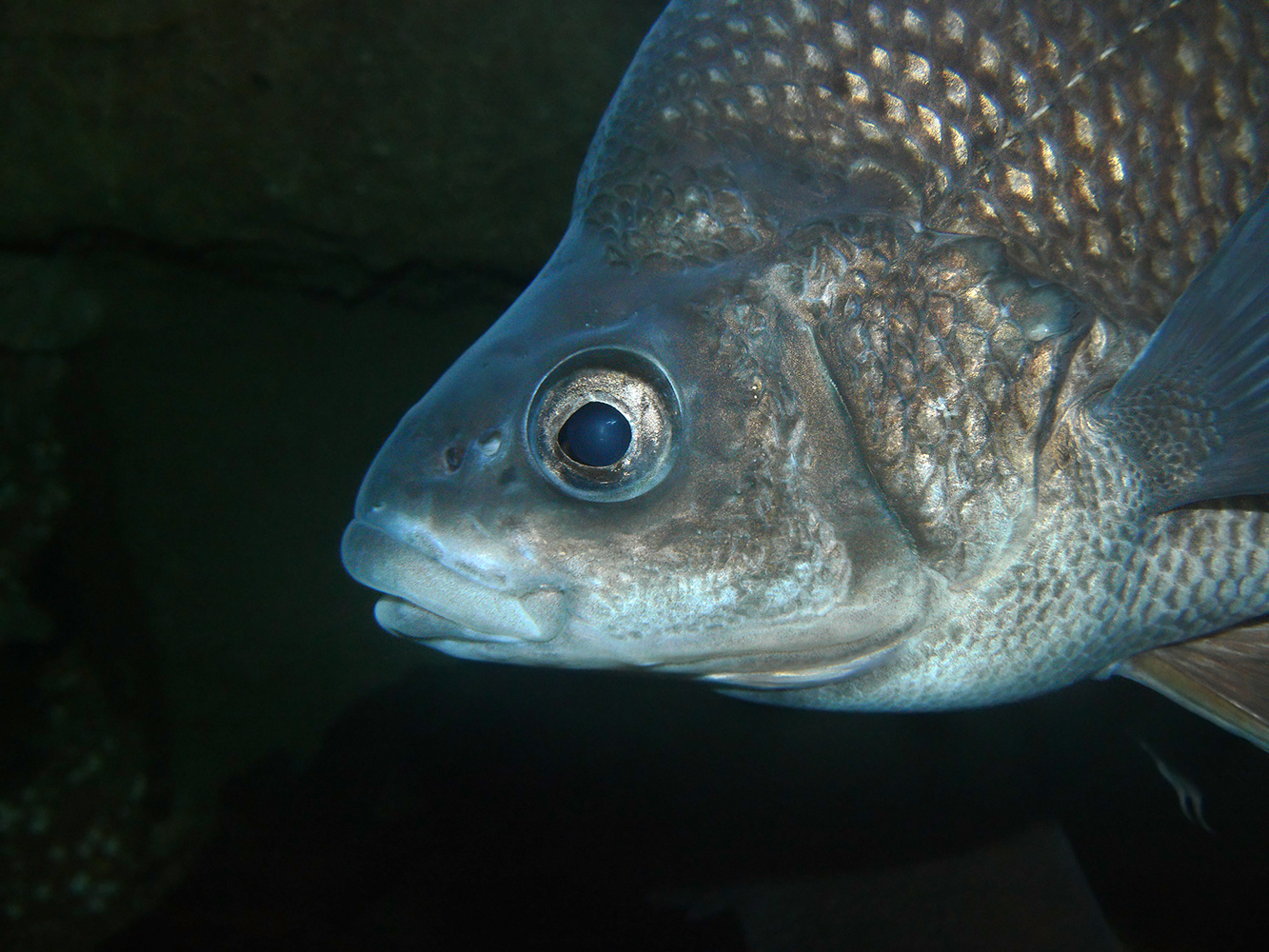
Macquaria australasica

  - Маккулочелла (Maccullochella macquariensis)
  - Maccullochella peelii
- Род Маккарии (Macquaria)
  - Macquaria ambigua
  - Австралийская маккария (Macquaria australasica)
  - Macquaria colonorum
  - Macquaria novemaculeata
- Род Nannatherina
  - Nannatherina balsoni
- Род Нанноперки (Nannoperca)
  - Австралийская нанноперка (Nannoperca australis)
  - Nannoperca obscura
  - Nannoperca oxleyana
  - Nannoperca variagata
  - Nannoperca vittata
- Род Percichthys
  - Percichthys chilensis
  - Percichthys colhuapiensis
  - Percichthys laevis
  - Percichthys melanops
  - Percichthys trucha